# Sakhaline II
Pour les articles homonymes, voir Sakhaline (homonymie).
Sakhaline II (aussi orthographié Sakhaline-II ou Sakhaline 2, en russe : Сахалин-2) est un projet d'exploration et de production de deux champs mixtes pétroliers et gaziers offshore en mer d'Okhotsk au large de l'île de Sakhaline.
Environ 60 % du GNL produit est fourni au Japon.

## Membres du consortium
Gazprom, société d’État russe, a une participation de 50 % plus une action dans le projet, Shell (Grande-Bretagne) participe pour 27,5 % moins une action, et Mitsui & Co, et Mitsubishi Corporation détiennent respectivement 12,5 % et 10 % des parts.
À la suite de l'invasion de l'Ukraine par la Russie en 2022, Shell annonce son retrait des opérations en février 2022.
Le 30 juin 2022 les cartes des pourcentages de détention sont rebattues à l'initiative de Gazprom. À l'issue de ces changements capitalistiques, Mitsui et Mitubishi souhaitent maintenir leur pourcentage de parts au même niveau et déposent des dossiers dans la nouvelle entité pour les mêmes proportions soit 10 % pour Mitsui et 12,5 % pour Mitsubishi. 60 % du gaz extrait par le projet sont exportés vers le Japon.

## Controverses environnementales
Tout comme son projet sœur Sakhaline I, de fortes réserves ont été émises sur le projet par des organismes scientifiques internationaux de par la présence saisonnière de baleines grises à proximité des forages,.